# Bryophilacris muscicolor
Bryophilacris muscicolor är en insektsart som beskrevs av Marius Descamps 1976. Bryophilacris muscicolor ingår i släktet Bryophilacris och familjen gräshoppor. Inga underarter finns listade i Catalogue of Life.